# Cocoon Crash
Cocoon Crash es el tercer álbum de K's Choice, lanzado en 1998. Sus singles fueron "Believe", "Everything for Free" y "If You're Not Scared". Musicalmente, es comparable a su segundo álbum, Paradise in Me, aunque con un tono y un tema generalmente más livianos.
Desde su lanzamiento, Cocoon Crash ha vendido más de 1,000,000 de copias y se ha convertido en platino en Bélgica y Holanda. El álbum fue producido por Gil Norton (Pixies, Counting Crows, Feeder).

## Canciones
1. "Believe" (Bettens/Bettens) – 3:30
2. "In Your Room" (Bettens/Bettens) – 3:37
3. "Everything for Free" (Bettens/Bettens) – 3:44
4. "Now is Mine" (Bettens/Bettens) – 2:51
5. "Butterflies Instead"  (Bettens/Bettens) – 3:34
6. "If You're Not Scared"  (Bettens/Bettens) – 3:17
7. "20,000 Seconds" (Bettens/Bettens) – 2:24
8. "Too Many Happy Faces" (Bettens/Bettens) – 3:28
9. "Cocoon Crash" (Bettens/Bettens) – 3:10
10. "Hide" (Bettens/Bettens) – 4:08
11. "Freestyle"  (Bettens/Bettens) – 3:17
12. "Quiet Little Place" (Bettens/Bettens) – 3:14
13. "God in My Bed" (Bettens/Bettens) – 3:03
14. "Winners" (Bettens/Bettens) – 3:53

## Personas
- Sarah Bettens - Voz, guitarra
- Gert Bettens - Guitarra, teclados, drawing
- Eric Grossman  - Bajo
- Jan Van Sichem Jr.  -  Guitarra
- Bart Van Der Zeeuw - Percusión

- Datos: Q2089769